# Simson Schwalbe

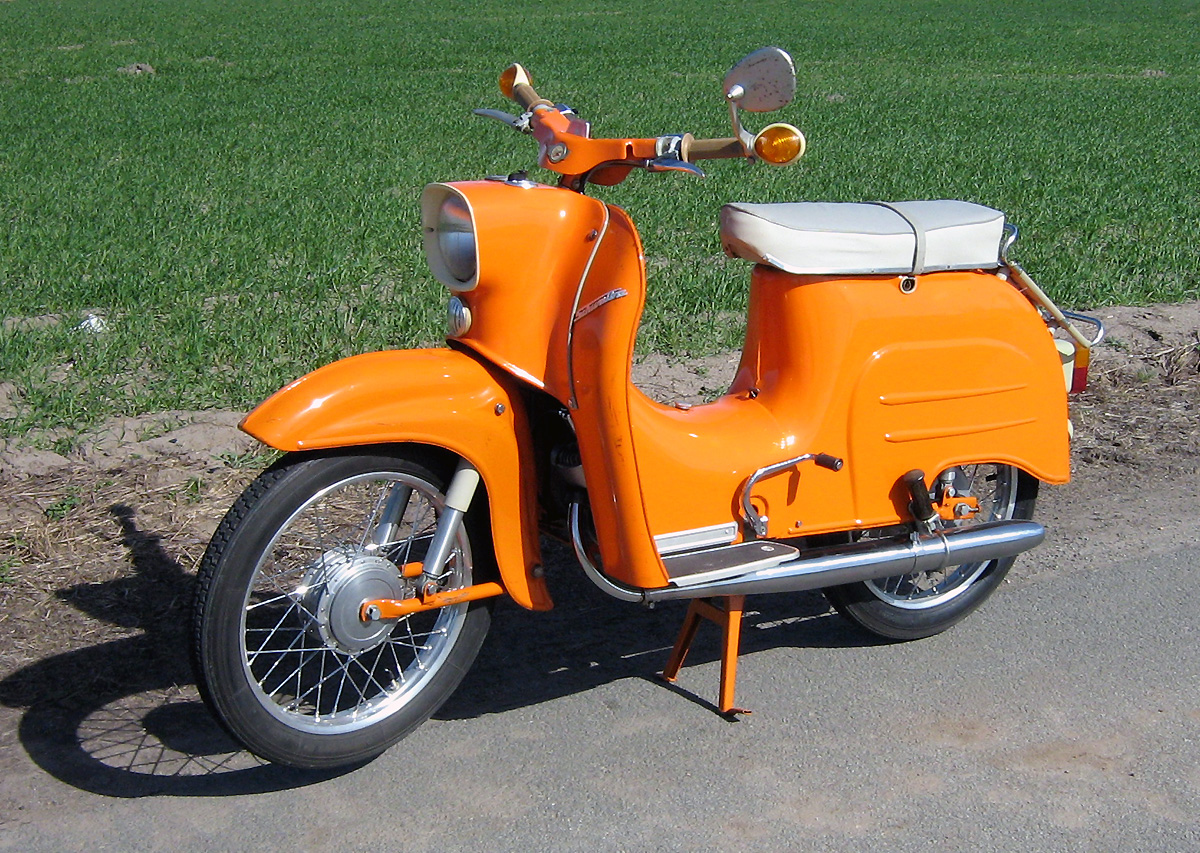
KR 51 Schwalbe från 1964.

Simson Schwalbe (svala) är en mopedmodell från Simson i Suhl i Tyskland. Modellen började tillverkas 1964 och ingår i den så kallade fågelserien från Simson. Modellen kom att tillverkas fram till 1986 i tre modellgenerationer – KR 51, KR 51/1 och KR 51/2 – med sammanlagt nio olika modellvarianter. Modellen tillverkades i över en miljon exemplar och var mycket vanlig i Östtyskland.
Schwalbe ersattes av Simson SR50.